# Зоран Павловић
Зоран Павловић (Скопље, 14. март 1932 — Београд, 27. јул 2006) био је српски сликар, ликовни критичар, професор Универзитета уметности у Београду.

## Биографија
Дипломирао је сликарство на Академији ликовних уметности и Историју уметности на Филозофском факултету у Београду 1959. године. Магистрирао је Историју уметности 1961. На уметничком усавршавању боравио је у више европских земаља, најчешће у Француској. На теоријском усавршавању боравио је у неколико наврата у Паризу.
Од 1961. године био је асистент, а од 1980. до 1986. године редовни професор на Факултету ликовних уметности у Београду, на предмету Историја уметности, а од 1987. године на предмету Сликарство. У два мандата био је декан Факултета ликовних уметности и проректор Универзитета уметности у Београду. На Академији Браћа Карић, 2000. године основао је Катедру за сликарство, на којој је предавао до 2006. године.
Поред сликарства, бавио се теоријом уметности, посебно проблемом боје и уметничком критиком, нарочито поетиком енформела, стварајући теоријску основу овом феномену у српском сликарству. Од 1960. године писао је у листовима „Телеграм“, „Политика“, „Борба“, „НИН “ и часописима „Данас“, „Поља“, „Уметност“, „Књижевне новине“, и др.
Од 1958. године учествовао је на многим групним изложбама у земљи и иностранству.
Био је члан Удружења ликовних уметника Србије (УЛУС) и Међународног удружења ликовних критичара (AICA).

## Самосталне изложбе (избор)
- 1959. Дом културе Западни Врачар, Београд
- 1960. Галерија Трибине младих, Нови Сад
- 1961. Музеј примењене уметности, Београд
- 1964. Салон Музеја савремене уметности, Београд
- 1965. Галерија Културног центра, Београд
- 1968. Kleines Kunstkabinett, Zürih, Галерија Коларчевог народног универзитета, Београд
- 1970. Салон Музеја савремене уметности, Београд
- 1973. Уметничка галерија Народног музеја, Крагујевац
- 1975. Galerie Nane Stern, Paris
- 1980. Галерија Коларчевог народног универзитета, Београд, Мала галерија, Зрењанин
- 1981. Галерија савремене уметности, Ниш
- 1983. Галерија Народног музеја, Краљево, Galerie de l' Hotel de Ville, Genève
- 1984. Ликовна галерија културног центра, Београд, Изложбени салон Дома ЈНА, Загреб, Галерија „Нови храм“, Сарајево
- 1988. Галерија Коларчевог народног универзитета, Београд, Галерија културно-информативног центра СФРЈ, Париз, Кула са аркадама, Неготин, Дани Србије у Баварској, Минхен
- 1990. Ликовна галерија Културног центра, Београд
- 1992. Galerie Lelia Mordoch, Paris
- 1993. Memoire de corps, Galerie UNESCO, Paris
- 1995. Galerie Lelia Mordoch, Paris
- 1996. Галерија Хаос, Београд, Галерија „Никола I“, Никшић
- 1998. Галерија „Прогрес“, Београд
- 2000. Југословенски културни центар, Париз
- 2002. Ликовна галерија Културног центра, Београд
- 2007. Галерија Хаос, Београд
- 2007. Народни музеј, Зрењанин
- 2007. Ликовна галерија Културног центра, Београд

### Књиге
- 1962 Едуард Мане, Југославија, Београд
- 1962 Камиј Писаро, Југославија, Београд
- 1977. Свет боје, Туристичка штампа, Београд
- 1983 Бошко Карановић, Галерија Графичког колектива, Београд
- 1995. Слегање тишине (збирка поезије), Академија Нова, Београд
- 1997. Простори облика и боје, Clio, Београд

### Предговори каталога (избор)
- 1962 Стојан Ћелић, Салон Модерне галерије, Београд
- 1965 Венија Вучинић-Турински, Галерија Коларчевог народног универзитета, Београд
- 1969 Љуба Поповић, Народни музеј, Ваљево
- 1969 Душан Џамоња, Салон Музеја савремене уметности, Београд
- 1979 Раденко Мишевић, Галерија „Јосип Рачић“, Загреб
- 1982 Олга Јанчић, Ликовна галерија Културног центра, Београд
- 1983. Белешка и Лазару Трифуновићу, у „Сликарство Миће Поповића“, (монографија), Галерија САНУ, Београд
- 1985 Горан Гвардиол, Галерија Дома омладине, Београд
- 1985 Зоран Петровић, Уметнички павиљон „Цвијета Зузорић“, Београд
- 1986 Децембарска група, Стојан Ћелић, Галерија Zepter, Београд

### Студије и критике (избор)
- 1960. Изложба Миће Поповића, Рад, бр. 48, 26. новембар, Београд
- 1961. Савремено америчко сликарство, Данас, бр. 10, 27. септембар, pp. 19, Београд
- 1962. Изложба слика Живојина Туринског, Данас, бр. 20, 14. фебруар, pp. 2, Београд
- 1962. Апстрактни пејзаж у Културном центру, Данас, бр. 30, 4. јули, Београд
- 1965. Енформел, ни стил ни правац, Поља, бр. 81, Нови Сад
- 1966. Простори драме у сликама Бранка Протића, Уметност, бр. 6, Београд
- 1968 „Скице за историју“ или научна студија (др. Лазар Трифуновић: Српска ликовна критика), Политика, 4. фебруар, pp. 16, Београд
- 1968. Изложба слика Стојана Ћелића, Уметност, бр. 16, октобар-децембар, pp. 89, Београд
- 1969. Изложба слика Владислава Тодоровића, Уметност, бр. 17, јануар-март, с, 93-94, Београд
- 1969 Медиала или судбина једног мита, Књижевност, бр. 3, март, pp. 301-304, Београд
- 1970. Сумрак рутинске авангарде, Политика, 18. јули, pp. 15, Београд
- 1970 Ана Бешлић, Борба, 10. октобар, pp. 3, Београд
- 1970. Слике Марине Абрамовић, Борба, 7. новембар, Београд
- 1976. О крају уметности, Уметност, бр. 49, септембар-новембар, pp. 9-10, Београд
- 1981. Мрзовољна критика, Борба, 17. октобар, Београд